# Tir à l'arc aux Jeux olympiques d'été de 1992
Navigation
Séoul 1988 Atlanta 1996
Quatre épreuves de tir à l'arc sont au programme des Jeux olympiques d'été de 1992 à Barcelone.

## Tableau des médailles
| Rang | Pays                        | Or | Argent | Bronze | Total |
| 1    | Corée du Sud                | 2  | 2      | 0      | 4     |
| 2    | France                      | 1  | 0      | 0      | 1     |
| -    | Espagne                     | 1  | 0      | 0      | 1     |
| 4    | Chine                       | 0  | 1      | 0      | 1     |
| -    | Finlande                    | 0  | 1      | 0      | 1     |
| 6    | Équipe unifiée de l’ex-URSS | 0  | 0      | 2      | 2     |
| -    | Royaume-Uni                 | 0  | 0      | 2      | 2     |

## Résultats
| Épreuves           | Or                                                      | Argent                                             | Bronze                                                           |
| Individuel hommes  | Sébastien Flute, France                                 | Chung Jae-Hun, Corée du Sud                        | Simon Terry, Royaume-Uni                                         |
| Individuel femmes  | Cho Youn-Jeong, Corée du Sud                            | Kim Soo-Nyung, Corée du Sud                        | Natalia Valeeva, CEI                                             |
| Hommes par équipes | Espagne Antonio Vázquez Alfonso Menéndez Juan Holgado   | Finlande Jari Lipponen Tomi Poikolainen Ismo Falck | Royaume-Uni Simon Terry Steven Hallard Richard Priestman         |
| Femmes par équipes | Corée du Sud Cho Youn-Jeong Kim Soo-Nyung Lee Eun-Kyung | Chine Wang Xiaozhu Ma Xiangjun Wang Hong           | CEI Natalia Valeeva Khatouna Kvrivishvili Lioudmila Arzjannikova |